# Nam Papua
Nam Papua, chính thức là tỉnh Nam Papua (tiếng Indonesia: Provinsi Papua Selatan), là một tỉnh của Indonesia nằm ở phần phía nam của Papua, theo ranh giới của khu vực tập quán Anim Ha của người Papua. Tỉnh này chính thức được thành lập vào ngày 11 tháng 11 năm 2022 và bao gồm bốn huyện cực nam trước đây thuộc tỉnh Papua và trước ngày 11 tháng 12 năm 2002 đều là một phần của huyện Merauke cũ, diện tích 117.849,16 km2. Theo ước tính chính thức vào giữa năm 2022, tỉnh này có dân số 522.215 người, là tỉnh ít dân nhất ở Indonesia.
Nam Papua có chung biên giới đất liền với quốc gia có chủ quyền Papua New Guinea ở phía đông, cũng như các tỉnh Papua Cao nguyên và Trung Papua của Indonesia lần lượt ở phía bắc và tây bắc. Nam Papua cũng đối mặt với biển Arafura ở phía tây và nam, có biên giới trên biển với Australia. Tỉnh bao gồm khu vực tập quán Anim Ha của người Papua. Merauke là trung tâm kinh tế của Nam Papua, trong khi thủ phủ của nó là Salor nằm ở khu Kurik, huyện Merauke, cách Merauke khoảng 60 km.

## Hành chính

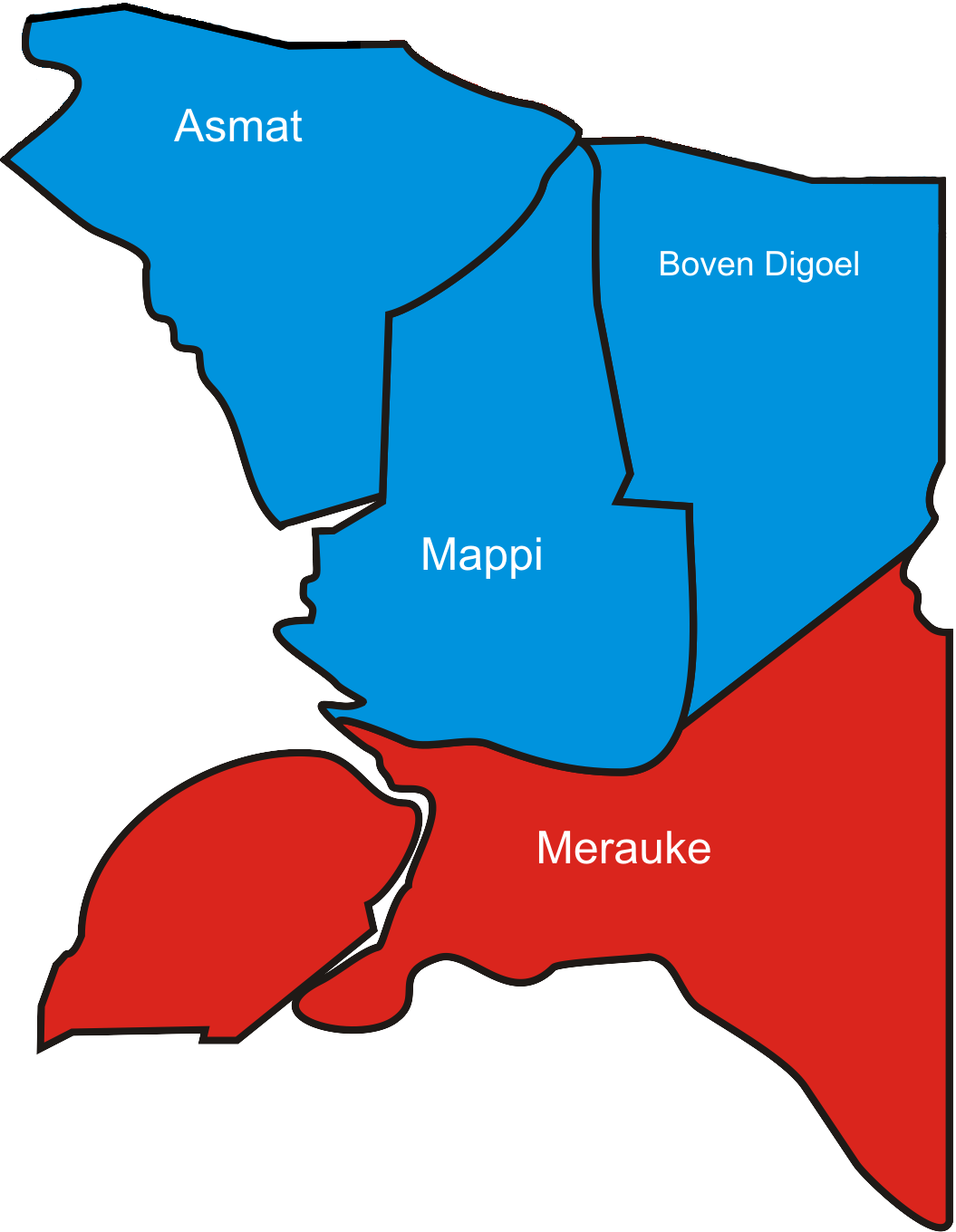

Nam Papua được chia thành bốn huyện (kabupaten), số lượng ít nhất so với các tỉnh khác của Indonesia. Trước ngày 11 tháng 12 năm 2002, tất cả bốn huyện hiện tại là bộ phận của huyện Merauke duy nhất, được chia thành bốn huyện hiện tại vào ngày đó.
| Số        | Huyện        | Thủ phủ     | Diện tích (km2) | Dân số điều tra 2020 | Dân số ước tính mid 2022 | HDI                | Số khu | Số làng | Huy hiệu | Bản đồ vị trí |
| --------- | ------------ | ----------- | --------------- | -------------------- | ------------------------ | ------------------ | ------ | ------- | -------- | ------------- |
| 1         | Asmat        | Agats       | 25.015,31       | 110.105              | 113.524                  | 0,506 (Thấp)       | 19     | 221     | pus      |               |
| 2         | Boven Digoel | Tanah Merah | 23.558,27       | 64.285               | 65.193                   | 0,615 (Trung bình) | 20     | 112     | pus      |               |
| 3         | Mappi        | Kepi        | 24.262,23       | 108.295              | 111.141                  | 0,582 (Trung bình) | 15     | 164     | pus      |               |
| 4         | Merauke      | Merauke     | 45.013,35       | 230.932              | 232.357                  | 0,701 (Cao)        | 20     | 190     | pus      |               |
| Tổng cộng | Tổng cộng    | Tổng cộng   | 117.849,16      | 513.617              | 522.215                  |                    | 74     | 687     |          |               |